# Leisure Suit Larry 5: Passionate Patti macht beim Geheimdienst mit
Leisure Suit Larry 5: Passionate Patti macht beim Geheimdienst mit (im englischen Original Leisure Suit Larry 5: Passionate Patti does a little Undercover Work) ist ein Point-and-Click-Adventure-Computerspiel, das im September 1991 für DOS-PC, Apple Macintosh und Amiga von Sierra On-Line veröffentlicht wurde. Es ist der vierte Teil der Leisure Suit Larry Serie und der Nachfolger zu Leisure Suit Larry 3: Passionate Patti auf der Suche nach vibrierenden Muskeln. Mit Leisure Suit Larry 6: Reiß’ auf oder schieb ab! existiert ein direkter Nachfolger. 2017 wurde es für Microsoft Windows auf Steam wiederveröffentlicht.

## Spielprinzip
Die Spielgrafik wurde erstmals in 256 Farben des VGA-Grafikmodus dargestellt und die Steuerung über eine Symbolleiste gelöst, die sich automatisch ausblendet anstelle einer Tastatursteuerung. Im Vergleich zu den Vorgängern kann der Protagonist nicht sterben.

## Rezeption
Matthias Siegk vom Aktuellen Software Markt bemängelte seinerzeit die einfachen Rätsel und die magere Hintergrundgeschichte. Grafik und Audio hingegen seien genial. Das Spiel lebe ansonsten von Wortwitz und Situationskomik. PC Joker vergab die Auszeichnung Hit. Es handele sich um eines der besten Adventures von Sierra und das bis dahin beste aus der Larry-Reihe. Der Humor wirke frisch und unverbraucht. Play Time vergab die Auszeichnung Super Hit. Lediglich Boris Schneider-Johne von Power Play urteilte weniger enthusiastisch. Die schräge Comic-Grafik übertreffe Space Quest V und King’s Quest IV. Die Spieldauer sei jedoch serientypisch niedrig. Beim Thema Erotik sei das Spiel deutlich zurückhaltender. Jedoch kann der Spieler in frustrierende Sackgassen geraten, wenn er Dinge übersieht.
Retrospektiv sei die Technik im Vergleich zum Vorgänger stark vorangeschritten. Auch grafisch sei es heutzutage noch gut spielbar. In der deutschen Übersetzung sei der Wortwitz etwas verloren gegangen.